# ببر ماده (فیلم ۱۹۲۷)
ببر ماده (انگلیسی: The Tigress) فیلمی در ژانر درام به کارگردانی جورج بی سایتز است که در سال ۱۹۲۷ منتشر شد. از بازیگران آن می‌توان به جک هولت و هاوارد تروزدل اشاره کرد.